# Jaffery
Jaffery è un film muto del 1916 diretto da George Irving. Era interpretato da C. Aubrey Smith, qui al suo terzo film, e da Florence Deshon. Il soggetto è tratto da un romanzo di William J. Locke, uno scrittore di origine inglese nato nella Guiana Britannica, i cui lavori furono numerose volte ridotti per lo schermo (si va da film con Mary Pickford nei primi anni del Novecento fino a film con Judy Dench e Maggie Smith, girati nel 2004).

## Trama
Salutato come un genio letterario, Adrian Boldero nasconde a tutti che in verità il libro che l'ha reso famoso è stato scritto da un altro. Il pubblico aspetta con ansia un secondo capolavoro, ma Adrian muore prima di riuscire a scrivere un manoscritto accettabile. Innamorato da sempre di Doria, la vedova di Adrian, Jaffery le porta un libro dicendole che è l'ultima opera del marito, scritta prima di morire. In realtà, il libro è di Jaffery che, pur a conoscenza della frode, cerca così di arrivare al cuore di Doria. Questa, dopo la pubblicazione del romanzo che incontra un grande successo, viene a sapere la verità e, per riconoscenza, si offre di sposare Jaffery. Lui, però, nel frattempo si è innamorato di Liosha, una ragazza che ha conosciuto quando è stato nei Balcani come corrispondente di guerra.

## Produzione
Il film fu prodotto dalla The Frohman Amusement Corp.

## Distribuzione
Distribuito dall'International Film Service (A Golden Eagle Feature), uscì in sala il 15 luglio 1916.